# Pinnacle-Point-Mensch
Als Pinnacle-Point-Menschen werden die fossil nicht überlieferten Urheber jener Artefakte bezeichnet, die in den Pinacle-Point-Höhlen bei Mossel Bay an der südlichen Küste Südafrikas gefunden und 2007 erstmals wissenschaftlich beschrieben wurden. Bei den Artefakten handelt es sich um mehr als 1800 Steingeräte sowie um mehr als 50 kleine Stücke von Hämatit (Rotocker), von denen einige mechanisch bearbeitet zu sein scheinen. Die Fundstücke wurden auf ein Alter von 164.000 ± 12.000 Jahren datiert und gelten als die ältesten Belege für die Verwendung von Pigmenten durch den archaischen Homo sapiens. 2012 wurde zudem die Entdeckung von rund 71.000 Jahre alten, in Feuer gehärteten spitzen Steinklingen publiziert.
Im Juli 2024 wurde die aus den drei verstreuten archäologischen Stätten Diepkloof Rock Shelter, Pinnacle Point Site Complex und Sibudu-Höhle bestehende Stätte Die Entstehung des modernen Menschen: Die pleistozänen Besiedlungsstätten Südafrikas in die Liste des UNESCO-Welterbes aufgenommen.

## Fundort und Funde

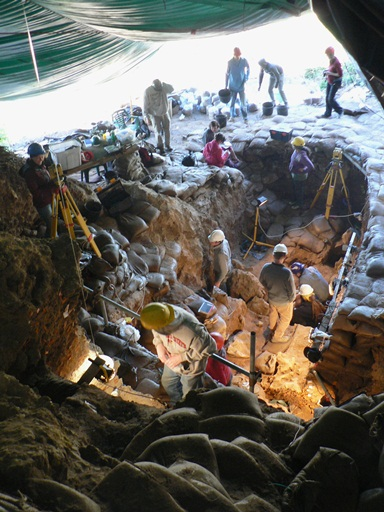
Fortschreitende Ausgrabungsarbeiten in einer der Pinnacle-Point-Höhlen, 2011

Der Fundort (PP13B) der rund 164.000 Jahre alten Artefakte ist eine natürliche Höhle, die sich heute 18 Meter über dem mittleren Wasserstand an der südafrikanischen Küste des Indischen Ozeans befindet. Auch zur Zeit ihrer Benutzung durch die Pinnacle-Point-Menschen befand sich die Höhle nur wenige Meter über dem Meeresspiegel. Die Besonderheit dieser Höhle aber ist, dass das sie umgebende Gelände in den vergangenen 200.000 Jahren erheblich angehoben wurde, so dass sie nach der letzten Eiszeit vom ansteigenden Meeresspiegel nicht überflutet wurde.
In der Höhle wurden 1836 retuschierte Steingeräte aus Quarzit gefunden, die zumeist in Levalloistechnik hergestellt worden waren, darunter zahlreiche schmale, wenige Zentimeter lange Exemplare (Mikrolithen), die als Pfeilspitzen gedeutet werden. Die insgesamt 57 Pigment-Stücke haben ein Gewicht von zusammen 93,4 Gramm; sie sind zumeist reich an Eisenoxid, und ihre Farbe reicht von rotbraun bis zu einem kräftigen rot. Mindestens zehn dieser Pigmentstücke weisen Abriebspuren auf, und von diesen wurden mindestens zwei durch Werkzeuge mit länglichen Kratzern versehen.
Ferner wurden in der Höhle die Muschelschalen von 15 unterschiedlichen Muschel-Arten entdeckt, die von den Pinnacle-Point-Menschen vermutlich aus flachen Gezeitentümpeln und von Felsen gewonnen worden waren; besonders häufig wurden Muschelschalen der Art Perna perna nachgewiesen. Es ist dies der – mit 164.000 ± 12.000 Jahren – am weitesten zurückreichende Nachweis, dass auch Meeresfrüchte den Vertretern der Gattung Homo als Nahrung dienen konnten.
Mehrere Dutzend rund 71.000 Jahre alte schmale Steinklingen aus der Höhle Pinnacle Point 5-6 waren geeignet, an vermutlich hölzernen Halterungen befestigt zu werden, um diese Kombination als Waffe einzusetzen.

## Bedeutung der Funde
Die Funde belegen, dass die Vorfahren des modernen Menschen (Homo sapiens) bereits vor mehr als 150.000 Jahren auch Meeresfrüchte als Nahrung nutzten. Zuvor war in der Fachwelt auch die Auffassung vertreten worden, solche Nahrungsmittel seien erst rund 100.000 Jahre später, mit Beginn der Ausbreitung des Menschen nach Asien und Europa genutzt worden. Möglicherweise sei der Genuss von Meeresfrüchten eine Anpassung an die Dürrephasen gewesen, die in weiten Teilen Afrika während der Eiszeit vor 195.000 bis 130.000 Jahren herrschte, heißt es in der Fundbeschreibung.
In ähnlicher Weise wird der Fund von mechanisch bearbeitetem, pigmenthaltigem Gestein gedeutet: Nicht erst – wie von einigen Wissenschaftlern aus den zuvor bekannten Fundstellen abgeleitet – vor 45.000 Jahren habe Homo sapiens Umgang mit Farben entwickelt, sondern schon weit früher. Unklar ist allerdings, welchem Zweck dieser Umgang diente: Hämatit wurde auch als Mittel zur besseren Verbindung von steinernen Pfeilspitzen an hölzernen Pfeilen verwendet. Es könnte auch sein, dass die Hämatit-Brocken zur Bemalung verwendet wurden und damit soziale Funktionen herausgehoben haben könnte.
Die rund 71.000 Jahre alten Steingerät-Funde aus der Höhle Pinnacle Point 5-6 wurden als Speerspitzen interpretiert, die in Feuer gehärtet worden waren. Von anderen Fundorten in Südafrika waren bis dahin nur maximal rund 65.000 bis 60.000 Jahre alte, ähnlich behandelte Artefakte bekannt. Daraus wurde zum einen abgeleitet, dass diese Härtung bereits früher entwickelt wurde, als dies bislang durch Funde belegt war; zum anderen, dass diese Vorgehensweise im Süden Afrikas über rund 11.000 Jahre hinweg von Generation zu Generation weitergegeben wurde, bevor sie dann dort und andernorts aufgegeben und erst um 40.000 vor heute wieder neu entdeckt wurde. Die an der südlichen Küste Südafrikas gemachten Funde widersprechen der klassischen Hypothese, gemäß der das moderne Verhalten erst vor 45.000 Jahren in einem „großen, kulturellen Sprung“ geschehen sein soll.

## Auswirkungen der Toba-Eruption
Vor 73.880 ± 320 cal BP Jahren brach im Norden der indonesischen Insel Sumatra in der heutigen Provinz Sumatra Utara ein Supervulkan aus, dessen Überreste als Tobasee bekannt sind. Auf die Toba-Eruption folgte ein so genannter vulkanischer Winter, eine dramatische Abkühlung des Weltklimas von 3 bis 5 K. Als Folge dieser klimatischen und ökologischen Veränderungen soll es der Toba-Katastrophentheorie zufolge zu einem erheblichen Rückgang („Flaschenhals“) der weltweiten Population des Homo sapiens gekommen sein.
Die Toba-Katastrophentheorie ist unter Paläoanthropologen umstritten. Eine Möglichkeit, die Auswirkungen der Toba-Eruption auf die rund 9000 Kilometer vom Vulkan entfernt lebende südafrikanischen Populationen des Homo sapiens zu untersuchen, boten die sicher rekonstruierbaren Schichtenfolgen der Pinnacle-Point-Höhlen und einer rund neun Kilometer entfernten Grabungsstätte bei der Ortschaft Vleesbaai (nahe Gouritsmond). An beiden Orten konnte laut einer 2018 in Nature publizierten Studie pyroklastisches Sediment (Kryptotephra – mikroskopisch kleines vulkanisches Glas) identifiziert und per optisch stimulierter Lumineszenz datiert werden, dessen chemische Eigenschaften mit gleich alten Proben aus Malaysia, vom Malawisee in Ostafrika sowie aus der Fundstätte Shinfa-Metema 1 in Äthiopien übereinstimmen und das daher der Toba-Eruption zuzuordnen ist. Die Forscher fanden beim Vergleichen der Schichten unmittelbar oberhalb der Toba-Spuren mit denen unmittelbar unterhalb der Toba-Spuren keine Hinweise auf eine Unterbrechung der Nutzung beider Grabungsstellen. Im Gegenteil, die Hinweise auf eine Besiedelung durch Homo sapiens haben sich den Forschern zufolge kurz nach der Toba-Eruption sogar vermehrt: „Wir fanden keinen Beleg dafür, dass der Toba-Ausbruch das tägliche Leben der Menschen auch nur irgendwie beeinflusst hätte.“

## Belege
1. 1 2  Curtis W. Marean et al.: Early human use of marine resources and pigment in South Africa during the Middle Pleistocene. In: Nature. Band 449, 2007, S. 905–908; doi:10.1038/nature06204.
2. 1 2 3  Kyle S. Brown et al.: An early and enduring advanced technology originating 71,000 years ago in South Africa. In: Nature. Band 491, 2012, S. 590–593, doi:10.1038/nature11660.
3. ↑  The Emergence of Modern Human Behaviour: The Pleistocene Occupation Sites of South Africa.
4. ↑   Sally McBrearty, Chris Stringer: The coast in colour. In: Nature. Band 449, 2007, S. 793–794; doi:10.1038/449793a.
5. ↑   Sally McBrearty, Chris Stringer: The coast in colour, S. 794.
6. ↑  Frühe Ansätze modernen Verhaltens bei Homo sapiens: Meeresfrüchte als Nahrungsquelle. (Memento vom 22. Juli 2009 im Internet Archive). Im Original publiziert auf nzz.ch vom 24. Oktober 2007.
7. ↑  Early Humans Handed Down Toolmaking Tech. Auf: sciencemag.org vom 7. November 2012.
Small lethal tools have big implications for early modern human complexity . Auf: eurekalert.org vom 7. November 2012.
 Uralt und buchstäblich messerscharf: Unser Verstand. Auf: wissenschaft.de vom 7. November 2012.
8. ↑  Michael Storey et al.: Astronomically calibrated 40Ar/39Ar age for the Toba supereruption and global synchronization of late Quaternary records. In: PNAS. Band 109, Nr. 46, 2012, S. 18684–18688, doi:10.1073/pnas.1208178109.
9. ↑  George Weber: Toba Volcano. Auf: andaman.org vom 28. September 2007.
10. ↑   Eugene I. Smith et al.: Humans thrived in South Africa through the Toba eruption about 74,000 years ago. In: Nature. Band 555, 2018, S. 511–515, doi:10.1038/nature25967.
11. ↑  How ancient humans survived global ‘volcanic winter’ from massive eruption. Auf: sciencemag.org vom 12. März 2018.
12. ↑  Humans 'thrived' after historic Mount Toba eruption. Auf: bbc.com vom 13. März 2018.
13. ↑  Das kleine gallische Dorf. Auf: wienerzeitung.at vom 12. März 2018.